# Liste des titres musicaux numéro un en France en 1980
Cette page liste les singles classés no 1 des ventes de disques en France durant l'année 1980.

## Numéros un par semaine

### Classement des chansons
| Semaine | Sortie       | Artiste          | Titre                             |
| ------- | ------------ | ---------------- | --------------------------------- |
| 1       | 5 janvier    | The Buggles      | Video Killed the Radio Star       |
| 2       | 12 janvier   | The Buggles      | Video Killed the Radio Star       |
| 3       | 19 janvier   | The Buggles      | Video Killed the Radio Star       |
| 4       | 26 janvier   | The Buggles      | Video Killed the Radio Star       |
| 5       | 2 février    | The Buggles      | Video Killed the Radio Star       |
| 6       | 9 février    | The Buggles      | Video Killed the Radio Star       |
| 7       | 16 février   | The Buggles      | Video Killed the Radio Star       |
| 8       | 23 février   | The Buggles      | Video Killed the Radio Star       |
| 9       | 1er mars     | The Buggles      | Video Killed the Radio Star       |
| 10      | 8 mars       | The Buggles      | Video Killed the Radio Star       |
| 11      | 15 mars      | The Buggles      | Video Killed the Radio Star       |
| 12      | 22 mars      | The Buggles      | Video Killed the Radio Star       |
| 13      | 29 mars      | Madness          | One Step Beyond                   |
| 14      | 5 avril      | Madness          | One Step Beyond                   |
| 15      | 12 avril     | Jeane Manson     | Vis ta vie                        |
| 16      | 19 avril     | Jeane Manson     | Vis ta vie                        |
| 17      | 26 avril     | Jeane Manson     | Vis ta vie                        |
| 18      | 3 mai        | Jeane Manson     | Vis ta vie                        |
| 19      | 10 mai       | Lio              | Le Banana split                   |
| 20      | 17 mai       | Lio              | Le Banana split                   |
| 21      | 24 mai       | Lio              | Le Banana split                   |
| 22      | 31 mai       | Ottawan          | T'es OK                           |
| 23      | 7 juin       | Ottawan          | T'es OK                           |
| 24      | 14 juin      | Ottawan          | T'es OK                           |
| 25      | 21 juin      | Ottawan          | T'es OK                           |
| 26      | 28 juin      | Jairo            | Les jardins du ciel               |
| 27      | 5 juillet    | Jairo            | Les jardins du ciel               |
| 28      | 12 juillet   | Jairo            | Les jardins du ciel               |
| 29      | 19 juillet   | Ottawan          | T'es OK                           |
| 30      | 27 juillet   | Ottawan          | T'es OK                           |
| 31      | 2 août       | Ottawan          | T'es OK                           |
| 32      | 9 août       | Ottawan          | T'es OK                           |
| 33      | 16 août      | Ottawan          | T'es OK                           |
| 34      | 23 août      | Hervé Vilard     | Reviens                           |
| 35      | 30 août      | Ottawan          | T'es OK                           |
| 36      | 6 septembre  | Ottawan          | T'es OK                           |
| 37      | 13 septembre | Hervé Vilard     | Reviens                           |
| 38      | 20 septembre | Hervé Vilard     | Reviens                           |
| 39      | 27 septembre | Hervé Vilard     | Reviens                           |
| 40      | 4 octobre    | The Korgis       | Everybody's Got to Learn Sometime |
| 41      | 11 octobre   | Alain Bashung    | Gaby oh Gaby                      |
| 42      | 18 octobre   | Alain Bashung    | Gaby oh Gaby                      |
| 43      | 25 octobre   | Alain Bashung    | Gaby oh Gaby                      |
| 44      | 1er novembre | Lio              | Amoureux solitaires               |
| 45      | 8 novembre   | Lio              | Amoureux solitaires               |
| 46      | 15 novembre  | Lio              | Amoureux solitaires               |
| 47      | 22 novembre  | Lio              | Amoureux solitaires               |
| 48      | 29 novembre  | Lio              | Amoureux solitaires               |
| 49      | 6 décembre   | Barbra Streisand | Woman in Love                     |
| 50      | 13 décembre  | Barbra Streisand | Woman in Love                     |
| 51      | 20 décembre  | Barbra Streisand | Woman in Love                     |
| 52      | 27 décembre  | Barbra Streisand | Woman in Love                     |